# Деревні кенгуру
Деревний кенгуру (Dendrolagus) — рід родини Кенгурових. Нараховує 12 видів (2 живуть в Австралії, інші — на острові Нова Гвінея). Типовий вид: Dendrolagus ursinus. Етимологія: грец. δένδρον — «дерево», грец. λαγώς — «заєць».

## Опис
Довжина тулуба деревних кенгуру 55-80 см, хвоста — до 90 см, загальний розмір цих кенгуру коливається від 1,3 до 2 м. Вага — 5-18 кг. Колір хутра деревних кенгуру — зверху світло- або темно-коричневий, знизу — білий. Це допомагає їм бути майже непомітними серед дерев. Задні лапи більш короткі, ніж у інших кенгуру.

## Спосіб життя
Це єдиний рід родини кенгурових, представники якого мешкають на деревах. За способом життя деревні кенгуру близькі до звичайних валабі. По землі стрибають не гірше за інших кенгурових, добре лазять по деревах. Мають здатність стрибати на землю з висоти 10—18 м без шкоди для себе. Вдень сплять на деревах, а вночі спускаються по воду та попоїсти.
Живляться здебільшого рослинною їжею, іноді не відмовляються від тваринної. Найулюбленішою поживою деревних кенгуру є папороть, лісові ягоди та плоди.
Народжують одне дитинча, яке рік живе в сумці.
Живуть деревні кенгуру до 20 років.

## Поширення
Здебільшого деревні кенгуру живуть на північному сході Квінсленда та на о. Нова Гвінея.